# Adoretus ghanaensis
Adoretus ghanaensis är en skalbaggsart som beskrevs av Frey 1973. Adoretus ghanaensis ingår i släktet Adoretus och familjen Rutelidae. Inga underarter finns listade i Catalogue of Life.